# هله‌فوشنس
هله‌فوشنس (به سوئدی: Hälleforsnäs) یک منطقهٔ مسکونی در سوئد است که در بخش فلن واقع شده‌است. هله‌فوشنس ۲٫۴۴ کیلومتر مربع مساحت و ۱٬۵۸۵ نفر جمعیت دارد.